# 詹姆斯·W·杰勒德

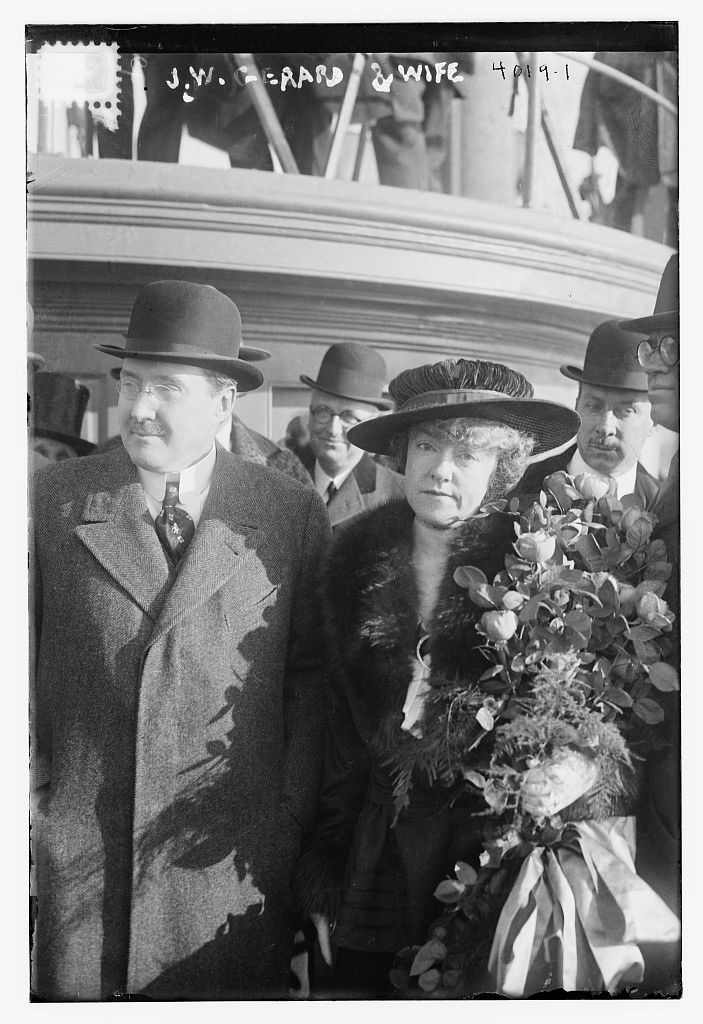
Gerard in 1916

詹姆斯·沃森·杰勒德（James Watson Gerard，1867年8月25日—1951年9月6日）生於紐約州杰纳西奥，美国律师、外交官，美国民主党人，曾任美国驻德国大使（1913年-1917年）。